# Czupachiwka
Czupachiwka (ukr. Чупахівка) – osiedle typu miejskiego na Ukrainie, w obwodzie sumskim, w rejonie ochtyrskim, nad rzeką Taszań, siedziba hromady Czupachiwka. W 2020 roku liczyło 2226 mieszkańców.

## Historia
Czupachiwka została założona pod koniec lat 30. XVII wieku. Od lat 50. XVII wieku, kiedy utworzono słobodzkie pułki kozackie, wieś przynależała do pułku ochtyrskiego. W 1780 roku miejscowość została włączona do nowo utworzonego ujezdu łebedyńskiego, który do 1796 roku był częścią namiestnictwa charkowskiego, od 1797 roku – guberni słobodzko-ukraińskiej, a od 1835 roku – guberni charkowskiej. Według danych z 1846 roku w Czupachiwce działały gorzelnia i fabryka saletry, a w 1851 roku powstała cukrownia, która szczególnie rozwinęła się w latach 70. i 80. XIX wieku. W 1863 roku otwarto w miejscowości browar, jednak nie działał on długo. W latach 70. XIX wieku powstała pierwsza szkoła w miejscowości, a w 1899 roku otwarto publiczną bibliotekę. Na początku XX wieku we wsi działały dodatkowo dwie cegielnie i trzy młyny parowe. W wyniku reformy administracyjno-terytorialnej z 1923 roku Czupachiwka stała się ośrodkiem administracyjnym rejonu czupachiwskiego, który wchodził w skład okręgu ochtyrskiego, a od 1925 roku – okręgu sumskiego. Rejon zlikwidowano w 1930 roku. Od 1932 roku wieś należała do rejonu ochtyrskiego, początkowo w obwodzie charkowskim, a od 1939 roku w nowo utworzonym obwodzie sumskim. W 1925 roku powstał w Czupachiwce szpital rejonowy. W 1932 roku na potrzeby cukrowni rozpoczęto budowę kolei wąskotorowej, która łączyła zakład ze wsiami Ołesznia i Komyszi, a rok później z Ochtyrką. W czasie II wojny światowej Czupachiwka okupowana była przez wojska hitlerowskie od października 1941 roku do sierpnia 1943 roku. W 1956 roku miejscowość otrzymała status osiedla typu miejskiego.